# Драхт, Тонке
Антония «Тонке» Йоханна Виллемина Драхт (нидерл. Tonke Dragt; 12 ноября 1930[…] или 13 ноября 1930, Батавия, Нидерланды[…] — 12 июля 2024[…], Гаага) —  нидерландская писательница для детей и подростков. Её книги, часто написанные на исторические и фантастические темы, переведены на несколько языков. Наиболее известна как автор романа «Письмо королю» (1962).

## Биография
Родилась 12 ноября 1930 года в Батавии (ныне Джакарта, Индонезия), в то время главном городе Голландской Ост-Индии, где её отец работал на правительство Нидерландов. Во время Второй мировой войны в 1942— 1945 годах вместе с матерью и сёстрами находилась в японском лагере для военнопленных. Там Драхт впервые начал придумывать маленькие истории для друзей и знакомых, поскольку было нечего читать. После войны с семьёй вернулась в Нидерланды и окончила Королевскую академию искусств в Гааге. Впоследствии работала учительницей рисования в школе.
Литературную деятельность начала в 1958 году, опубликовав рассказы в детском журнале «Kris Kras». В 1961 году издала дебютную книгу — сборник сказок Verhalen van de tweelingbroers, в которую также поместила рассказы, придуманные во время её пребывания в лагере военнопленных, где коротала таким образом время.
В 1962 году издала свой самый известный роман «Письмо королю», приключенческий фэнтезийный роман о эпохе рыцарства. В 1963 году роман стал «Детской книгой года», награда, стоявшая на предтече нидерландской литературной премии «Золотой стилос». В 2004 году «Письмо королю» получил специальную награду премии «Золотой стилос» как лучшая нидерландская детская книга последних пятидесяти лет.
Драхт — автор двух десятков книг. Иллюстрации к своим книгам автор создаёт сама. События большинства её произведений разворачиваются в прошлых временах, или в далёком будущем, как, например, в научно-фантастическом романе Torenhoog en mijlenbreed (1969). Персонажи её книг — это дети, которые находятся в поисках себя и часто нарушают правила. В 1976 году получила Государственную премию за литературу для детей и молодёжи.
Продолжительное время проживала в Гааге, где и умерла 12 июля 2024 года в возрасте 93 лет.

## Адаптации
- «De zevensprong», 1982, нидерландский телесериал;
- «Письмо королю» (нидерл. De brief voor de koning), 2008, нидерландский фильм;
- «Письмо королю» (англ. The Letter for the King), 2020, нидерландско-британский телесериал.